# Chris Albright
Chris Albright, właściwie Christopher John Albright (ur. 14 stycznia 1979 w Filadelfii) – amerykański piłkarz grający na pozycji bocznego obrońcy.

## Kariera klubowa
Albright uczęszczał do szkoły William Penn Charter School w rodzinnym mieście (Filadelfii). Następnie trafił na Uniwersytet Wirginii, na którym należał do zespołu piłkarskiego. W 1999 został nawet mianowany do zespołu All-Star ligi uniwersyteckiej. W tym samym roku Albright został ściągnięty do zespołu Major League Soccer, D.C. United, z którym zdobył mistrzostwo USA. W roku 2000 wystąpił w Pucharze Mistrzów CONCACAF, a w 2001 dotarł ze stołecznym zespołem do finału Pucharu Gigantów CONCACAF (porażka 0:2 z Amériką Meksyk).
W 2002 trafił do zespołu Los Angeles Galaxy. Wtedy to został przesunięty z pomocy na prawą obronę i już w pierwszym sezonie gry wywalczył mistrzostwo MLS (wystąpił w wygranym 1:0 finałowym meczu z New England Revolution). W 2003 dotarł z LA do ćwierćfinału Pucharu Mistrzów, a w 2004 do finału Konferencji Zachodniej, z którego Galaxy odpadło po meczach ze Sporting Kansas City. W 2005 Albright po raz drugi z LA, a po raz trzeci w karierze, sięgnął po tytuł mistrzowski w Stanach Zjednoczonych, a do tego sukcesu dołożył także US Open Cup. W 2006 Galaxy nie weszło do fazy play-off i nie obroniło mistrzowskiego tytułu. W latach 2008–2009 grał w New England Revolution, a 2010–2011 w New York Red Bulls. W latach 2012–2013 występował w Philadelphia Union.
| Sezon | Klub                   | Kraj              | Rozgrywki           | Mecze | Bramki |
| ----- | ---------------------- | ----------------- | ------------------- | ----- | ------ |
| 1999  | D.C. United            | Stany Zjednoczone | Major League Soccer | 8     | 0      |
| 2000  | D.C. United            | Stany Zjednoczone | Major League Soccer | 25    | 3      |
| 2001  | D.C. United            | Stany Zjednoczone | Major League Soccer | 23    | 1      |
| 2002  | Los Angeles Galaxy     | Stany Zjednoczone | Major League Soccer | 15    | 0      |
| 2003  | Los Angeles Galaxy     | Stany Zjednoczone | Major League Soccer | 27    | 3      |
| 2004  | Los Angeles Galaxy     | Stany Zjednoczone | Major League Soccer | 24    | 1      |
| 2005  | Los Angeles Galaxy     | Stany Zjednoczone | Major League Soccer | 22    | 1      |
| 2006  | Los Angeles Galaxy     | Stany Zjednoczone | Major League Soccer | 23    | 2      |
| 2007  | Los Angeles Galaxy     | Stany Zjednoczone | Major League Soccer | 5     | 0      |
| 2008  | New England Revolution | Stany Zjednoczone | Major League Soccer | 26    | 0      |
| 2009  | New England Revolution | Stany Zjednoczone | Major League Soccer | 1     | 0      |
| 2010  | New York Red Bulls     | Stany Zjednoczone | Major League Soccer | 18    | 0      |
| 2011  | New York Red Bulls     | Stany Zjednoczone | Major League Soccer | 8     | 0      |
| 2012  | Philadelphia Union     | Stany Zjednoczone | Major League Soccer | 8     | 0      |
| 2013  | Philadelphia Union     | Stany Zjednoczone | Major League Soccer | 2     | 0      |

## Kariera reprezentacyjna
W swojej karierze Albright występował w młodzieżowych reprezentacjach USA U-18, U-20 i U-23. W 2000 roku został powołany do reprezentacji olimpijskiej na Igrzyska Olimpijskie w Sydney. Tam wystąpił w 6 meczach, w tym we 2 grupowych z Czechami (2:2) oraz Kuwejtem (3:1) zdobył po golu. Z USA zajął 4. miejsce (wystąpił w przegranym 0:2 meczu o brązowy medal z Chile).
W pierwszej reprezentacji USA Albright zadebiutował 8 września 1999 roku za kadencji Bruce'a Areny i już w tymże meczu z Jamajką (1:1) zdobył gola. W 2006 roku Chris został powołany do 23-osobowej kadry na Mistrzostwa Świata w Niemczech w miejsce kontuzjowanego Frankie'go Hejduka, ale na Mundialu ani razu nie pojawił się na boisku, a USA zajęło ostatnie miejsce w grupie.